# Caterina Klusemann
Caterina Klusemann (Lucca, 8 febbraio 1973) è una regista e produttrice cinematografica tedesca.

## Biografia
Figlia del pittore tedesco Georg Klusemann, deceduto nel 1981, e dalla sociologa e fotografa venezuelana Elena Hochmann-Klusemann, è cresciuta tra la Germania ed il Venezuela. Trilingue, ha studiato nella Svizzera francese, laureandosi a Basilea in neurobiologia ed essendo co-autrice di un articolo di una certa notorietà scientifica. Non conosciamo i motivi per cui, subito dopo, dal 1996 decise di seguire i corsi di regia alla Columbia University di New York.
Nel 2002 uscì il documentario Ima che mostrò la storia delle donne della sua famiglia, che hanno vissuto in Toscana: la madre, la sorella ed in particolare sua nonna, della quale ha raccontato la sofferenza di sopravvissuta all'Olocausto, poi la nuova vita in Venezuela. Il film, sottotitolato in inglese, è parlato in tedesco, italiano, spagnolo, ucraino, yiddish dove l'unica parola ebraica che la nonna ricorda ma che dovrebbe cancellare è "Ima", che significa "madre". Il film ha ricevuto il Premio Juliane Bartels e quello al miglior documentario bavarese. Ha vinto inoltre altri premi in Germania. Una versione ridotta è stata presentata al Festival di Cannes nella sezione Un Certain Regard.
Il film Ima prese parte alle "Giornate del Cinema Privato", mostra-convegno presso il Cinema Alessandro VII di Siena nell'ambito della XIV edizione del Film Festival internazionale Visionaria, ideate e promosse da Luca Ferro e Gianmarco Torri, in collaborazione con l'Associazione Home Movies che darà origine nello stesso anno all'Archivio Nazionale del Film di Famiglia. Tra i molti film e materiali audiovisivi presenti si ricordano Jonas Mekas, Stan Brakhage, Stephen Dwoskin, Jay Rosenblatt, Elsa Quinette.
Ima, secondo la regista, è la prima parte di una trilogia. La seconda parte Georg, uscita nel 2008, narra del rapporto con il padre tedesco, dove cerca di stabilire un contatto non facile e di "affrontare il passato, il non detto, con gli autori del reato e i loro figli così come con le vittime e i loro figli".
Negli anni Klusemann ha realizzato vari documentari trasmessi da vari canali televisivi tra cui Arté, TV5 Monde, Eurochannel ed altri canali in Polonia, Svezia, Paesi Bassi. Tra i suoi documentari: Dresscode, esplora i codici di abbigliamento della società moderna, 2006; Fregionaia, ultimi momenti dell'ospedale psichiatrico di Lucca dove lavorava lo scrittore Mario Tobino, 2006; Die alte Frau und das Meer, Venezuela, 2007; Ménage à trois, Germania, 2008; A mí, Italia/Germania/Francia, 2017. Ha girato anche film per bambini.